# フアニータ・カストロ
フアニータ・カストロ（スペイン語: Juana de la Caridad (Juanita) Castro Ruz, 1933年5月6日 - 2023年12月4日）は、キューバの新旧最高指導者フィデル・カストロ、ラウル・カストロ兄弟の実妹。フアニータはフアナ (Juana) に縮小辞 (-ita) が付加された愛称形である。
カストロ7人兄弟姉妹で唯一キューバ革命に反対し、アメリカに亡命した。

## 来歴
2009年に出版された回想録『わが兄弟 秘められし物語』によれば、フィデル率いる武装闘争の間はキューバ東部のビランという町で農業をする一方、ニューヨークにたびたび足を運んでは革命を訴えていた。しかし、民主的な社会を期待していたフアニータは社会主義政権に失望する。そんな中、知人のハバナ駐在ブラジル大使を通じてCIAが接近してきたため、兄弟姉妹を裏切って内通者となる。
その後、母の死をきっかけに1963年にはCIA協力のもとでマイアミに亡命した。
1970年にはCIAとの協力を断ち切り、薬局を経営するなどしながらキューバ人の亡命を支援し続けた。
2016年、実兄のフィデル・カストロの死去に際しては、「フィデルの妹として深く悲しんでいる」としながらも、キューバの社会主義化に反対して、さらには亡命キューバ人の支援等を行なってきた自身の立場から、葬儀には出席しなかった。
2023年12月4日にマイアミの病院で死去。 90歳没。